# لیوان طوفانی

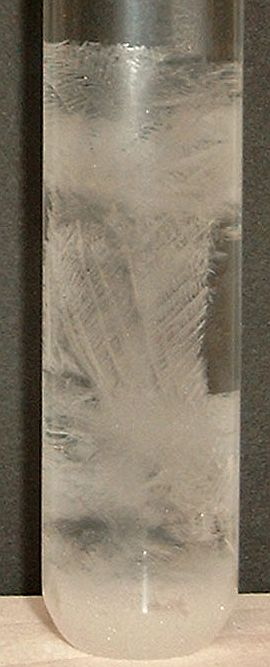
لیوان طوفانی

لیوان طوفانی (به انگلیسی: Storm glass) ابزاری برای پیش بینی هواست که از ظرف شیشه‌ای دربسته، حاوی مایع شفاف تشکیل شده است. از ظاهر مایع داخل ظرف می‌توان شرایط آب و هوای محل را پیش بینی نمود؛ گرچه آزمایش‌های جدید صحت این پیشگویی را دچار تردید کرده است.

## توضیحات
لیوان طوفانی ابزاری برای پیش بینی هواست که اولین بار در اواسط قرن ۱۷ مورد استفاده قرار گرفت و به دلیل سهولت استفاده از آن به سرعت به عنوان وسیله‌ای برای پیش بینی آب و هوا در میان ملوانان اروپایی تبدیل شد. این وسیله از یک ظرف دربسته حاوی مایعی بی‌رنگ تشکیل شده است.
مایع درون شیشه، مخلوطی از آب مقطر، اتانول، نیترات پتاسیم، کلرید آمونیوم، و کافور با درصد متفاوت است. دریابان رابرت فیتزروی (۵ ژوئیه ۱۸۰۵–۳۰ آوریل ۱۸۶۵) در سفرهای دریایی خود با چارلز داروین به صورت دقیق به بررسی رفتار این لیوان در شرایط مختلف آب و هوایی پرداخته و کارایی آن را توسعه بخشید و در نهایت نتایج مطالعاتش را در قالب زیر بیان کرد:
- اگر مایع شفاف باشد، آب و هوا صاف خواهد بود.
- در صورتی که مایع ابری باشد، آب و هوا ابری خواهد بود و احتمال بارندگی نیز وجود دارد.
- اگر نقاط کوچک در مایع وجود داشته باشد، احتمال مه آلودی و افزایش رطوبت هوا وجود دارد.
- یک لیوان ابری با ستاره کوچک، نشان دهنده وقوع طوفان تندری و رعد و برق است.
- وجود ستاره‌های کوچک در یک روز آفتابی در فصل زمستان، نشانگر بارش برف است.
- وجود تکه‌های بزرگ در مایع نشان دهنده فصلی معتدل یا زمستانی برفی است.
- وجود ذرات کریستالی در پایین ظرف، نشان گر یخبندان است.
- اگر ذرات در ناحیه فوقانی ظرف وجود داشته باشد، نشانگر وزش باد و وقوع طوفان خواهد بود.

پس از طوفان شدید دریایی در سال ۱۸۵۹، که جزایر بریتانیا را درنوردید این ابزار به صورت گسترده در میان ماهی گیران کوچک در اطراف جزایر بریتانیا تحت عنوان «فشارسنج فیتزروی» توزیع شد.

## مواد تشکیل دهنده
۲٫۵ گرم نیترات پتاسیم (شوره هندی)
۲٫۵ گرم کلرید آمونیوم (نشادر)
۳۳ میلی لیتر آب مقطر
۴۰ میلی لیتر اتانول
۱۰ گرم کافور
نیترات پتاسیم و کلرید آمونیوم ابتدا در آب گرم حل شده و سپس اتانول و کافور به آن اضافه شده و در نهایت در داخل یک ظرف ایزوله ریخته می‌شوند.